# Новомирное
Новомирное (на украински: Новомирне) е село в южна Украйна, в състава на селски съвет Вознесенка Перша в Болградски район на Одеска област. Населението му според преброяването през 2001 г. е 20 души.

## Население

### Езици
Численост и дял на населението по роден език, според преброяването на населението през 2001 г.:
| Роден език | Численост | Дял (в %) |
| Общо       | 20        | 100.00    |
| Руски      | 10        | 50.00     |
| Украински  | 6         | 30.00     |
| Гръцки     | 3         | 15.00     |
| Молдовски  | 1         | 5.00      |